# Jurij Reja
Jurij Reja, slovenski operni pevec, tenorist, * 12. maj 1936, Gonjače v Goriških Brdih, † 29. junij 2021

## Življenjepis
Reja je začel peti že kot deček v zboru goriške stolnice. Po drugi svetovni vojni so se z družino preselili v Maribor in pri šestnajstih letih je bil sprejet v tamkajšnji operni zbor. Leta 1957 je prišel v Ljubljano in tu po enem letu začel zasebno študirati pri Vekoslavu Janku. Med tem je končal Srednjo gozdarsko šolo, leta 1963 pa je diplomiral tudi na Glasbenem oddelku ljubljanske Pedagoške akademije. Med letoma 1964 in 1970 je bil član Komornega zbora RTVS. Leta 1967 je uspešno opravil avdicijo v ljubljanski Operi, ki ji je ostal zvest do upokojitve. Leta 1969 je debitiral v vlogi grofa Almavive v Rossinijevem Seviljskem brivcu. Med letoma 1970 in 1973 je študiral na Visoki šoli za glasbo in gledališko umetnost na Dunaju pri Antonu Dermoti.
Reja je v prostem času ljubiteljski pilot.

## Najpomembnejše vloge
- Franjo (Gorenjski slavček)
- Alfred (Traviata)
- grof Almaviva (Seviljski brivec)